# La Promesse verte
La Promesse verte és una pel·lícula franco-belga de 2024 dirigida per Édouard Bergeon. S'ha doblat i subtitulat al català.
La pel·lícula segueix la Carole mentre lluita per salvar el seu fill Martin, que és condemnat a mort a Indonèsia, i s'enfronta a empreses d'oli de palma responsables de la desforestació.
El director de la pel·lícula es va interessar pel tema de l'oli de palma a causa dels problemes del seu pare, que es va animar a plantar colza per produir biocombustibles, abans de veure com els preus baixaven a causa de la competència de l'oli de palma importat.
Tenint en compte el tema del film, va ser impossible filmar a Indonèsia, excepte les preses aèries del bosc primari. El nucli de la pel·lícula es va dissenyar a Tailàndia, un dels principals països productors d'oli de palma.